# Amplier
Amplier és un municipi francès situat al departament del Pas de Calais i a la regió dels Alts de França. L'any 2007 tenia 291 habitants.

## Demografia

### Població
El 2007 la població de fet d'Amplier era de 291 persones. Hi havia 107 famílies de les quals 19 eren unipersonals (4 homes vivint sols i 15 dones vivint soles), 38 parelles sense fills, 42 parelles amb fills i 8 famílies monoparentals amb fills.
La població ha evolucionat segons el següent gràfic:
Habitants censats

### Habitatges
El 2007 hi havia 118 habitatges, 110 eren l'habitatge principal de la família, 4 eren segones residències i 5 estaven desocupats. Tots els 117 habitatges eren cases. Dels 110 habitatges principals, 103 estaven ocupats pels seus propietaris i 7 estaven llogats i ocupats pels llogaters; 2 tenien dues cambres, 15 en tenien tres, 33 en tenien quatre i 59 en tenien cinc o més. 80 habitatges disposaven pel capbaix d'una plaça de pàrquing. A 44 habitatges hi havia un automòbil i a 61 n'hi havia dos o més.

### Piràmide de població
La piràmide de població per edats i sexe el 2009 era:
| Homes | Edats   | Dones |
| ----- | ------- | ----- |
| 0     | 95 o +  | 0     |
| 0     | 90 a 94 | 4     |
| 0     | 85 a 89 | 0     |
| 4     | 80 a 84 | 0     |
| 8     | 75 a 79 | 0     |
| 4     | 70 a 74 | 0     |
| 8     | 65 a 69 | 12    |
| 0     | 60 a 64 | 0     |
| 4     | 55 a 59 | 0     |
| 12    | 50 a 54 | 12    |
| 20    | 45 a 49 | 8     |
| 8     | 40 a 44 | 16    |
| 20    | 35 a 39 | 8     |
| 4     | 30 a 34 | 8     |
| 4     | 25 a 29 | 0     |
| 4     | 20 a 24 | 12    |
| 20    | 15 a 19 | 4     |
| 4     | 10 a 14 | 4     |
| 4     | 5 a 9   | 4     |
| 4     | 0 a 4   | 4     |

## Economia
El 2007 la població en edat de treballar era de 195 persones, 126 eren actives i 69 eren inactives. De les 126 persones actives 115 estaven ocupades (65 homes i 50 dones) i 12 estaven aturades (6 homes i 6 dones). De les 69 persones inactives 26 estaven jubilades, 16 estaven estudiant i 27 estaven classificades com a «altres inactius».

### Ingressos
El 2009 a Amplier hi havia 114 unitats fiscals que integraven 312,5 persones, la mediana anual d'ingressos fiscals per persona era de 17.454 €.

### Activitats econòmiques
Dels 5 establiments que hi havia el 2007, 2 eren d'empreses de construcció, 1 d'una empresa de comerç i reparació d'automòbils, 1 d'una empresa de transport i 1 d'una empresa classificada com a «altres activitats de serveis».
Dels 2 establiments de servei als particulars que hi havia el 2009, 1 era un paleta i 1 perruqueria.
L'any 2000 a Amplier hi havia 5 explotacions agrícoles que ocupaven un total de 375 hectàrees.

## Equipaments sanitaris i escolars
El 2009 hi havia una escola elemental integrada dins d'un grup escolar amb les comunes properes formant una escola dispersa.

## Poblacions més properes
El següent diagrama mostra les poblacions més properes.